# 業餘封包無線電網絡

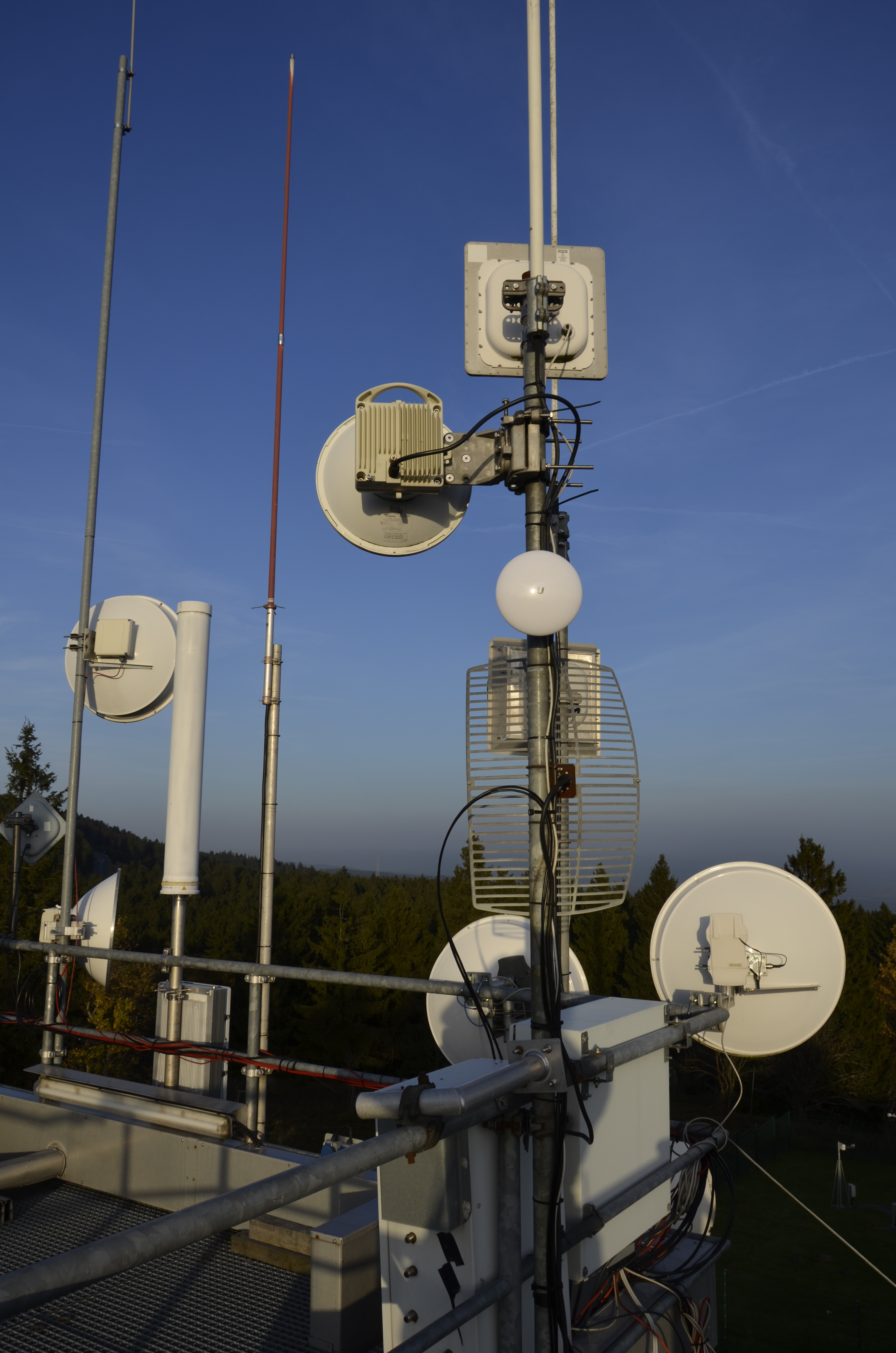
欧洲高速业余无线电多媒体网络（HamNET）的天线，AMPRNet 無線網狀網路的一部分

業餘封包無線電網絡（AMPRNet、AMateur Packet Radio Network）又名44網絡（Network 44），是業餘無線電中利用封包無線電連結的電腦網絡。就如業餘無線電頻率劃分一樣，44.0.0.0/8这一IP段A類子網路於1981年分配予業餘無線電數碼通訊，並由業餘無線電操作員自行管理。由於獲分配的位址44.0.0.0/8以44為第一組數字，故業餘封包無線電網絡又名為44網絡。2019年，受到IPv4地址耗尽的影响，部分地址段被出售。

## 外部連結
- 官方网站
- Official UCSD Network Telescope website at CAIDA
- AMPRNet Portal （页面存档备份，存于）
- Amateur Packet Radio Gateways （页面存档备份，存于）
- HamWAN （页面存档备份，存于）